# Esko Ranta
Esko Ranta detto Eko (14 gennaio 1947) è un ex calciatore finlandese, di ruolo difensore.
È al 15º posto nella lista dei nazionali finlandesi più presenti di sempre con 68 presenze.